# تستکوویتسه
تستکوویتسه (به چکی: Cetkovice) یک منطقهٔ مسکونی در جمهوری چک است که در ناحیه بلانسکو واقع شده‌است. تستکوویتسه ۸٫۵۳ کیلومتر مربع مساحت و ۷۴۶ نفر جمعیت دارد و ۴۰۶ متر بالاتر از سطح دریا واقع شده‌است.